# 芹菜粉蚜
芹菜粉蚜（学名：Semiaphis heraclei）为常蚜科粉蚜屬下的一个种。